# Гуманитарная география

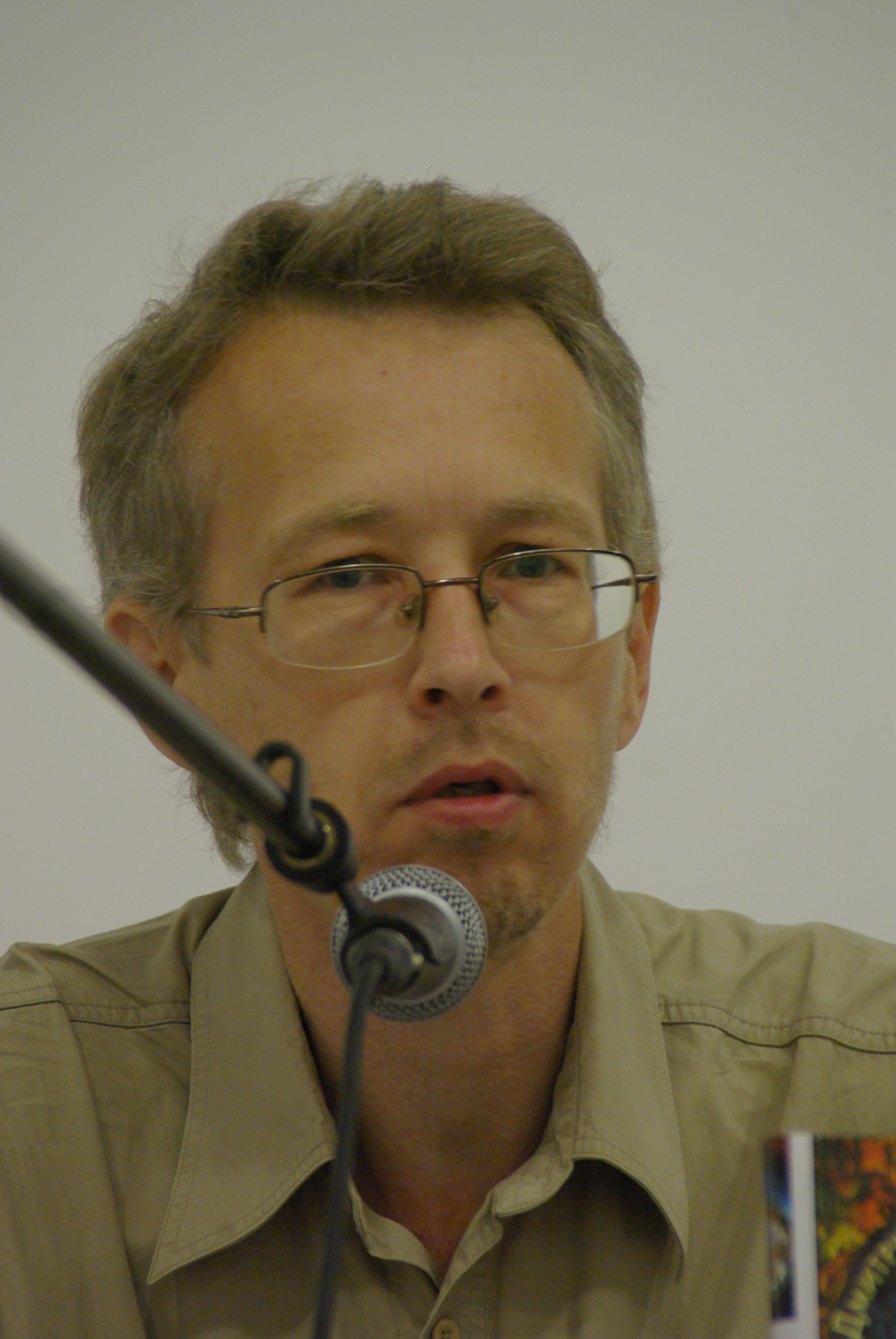
Основоположник гуманитарной географии Дмитрий Замятин

Гуманита́рная геогра́фия — междисциплинарное научное направление, изучающее различные способы представления и интерпретации земных пространств в человеческой деятельности, включая мысленную (ментальную) деятельность.
Гуманитарная география развивается во взаимодействии с такими научными областями и направлениями, как когнитивная наука, культурная антропология, культурология, филология, политология и международные отношения, геополитика и политическая география, искусствоведение, история.

## История термина
Термин гуманитарная география был впервые предложен в 1984 году советским географом Д. В. Николаенко как попытка оформить новую дисциплину (географию человека) в противопоставлении крайне экономизированной советской общественной географии. Предложение Николаенко не получило сколь-нибудь существенной поддержки и развития.
В конце 1990-х годов термин был присвоен школой отечественного географа и культуролога Д. Н. Замятина для объединения самостоятельных научных направлений, имеющих много общих черт в методологии исследований, в единое научное направление.
В англоязычной литературе термин гуманитарная география (humanitarian geography) не получил распространения, главным образом, в силу наличия устоявшихся терминов humanistic geography (гуманистическая география) и human geography (общественная география в целом).
Представители общественной географии считают, что термин стал использоваться исключительно в контексте когнитивной географии, что вызывает их резкий протест. Так, Ю. Н. Гладкий называет это некорректной «приватизацией» термина. Соответственно, под гуманитарной географией Ю. Н. Гладким понимается отечественный аналог human geography, то есть расширенная общественно-гуманитарная география, так как иного допустимого перевода на русский язык этого понятия, по его мнению, не существует.

## Базовые понятия
- Культурный ландшафт
- Географический образ
- Территориальная (пространственная) идентичность
- Пространственный миф (региональная мифология)

## Основные направления
- Культурное ландшафтоведение
- Образная (имажинальная) география
- Сакральная география
- Мифогеография
- Когнитивная география

## Взаимоотношения с другими направлениями географии

### Общественная география (human geography)
Гуманитарная география может рассматриваться как дословный перевод human geography на русский язык, так как общественная география рассматривает только часть вопросов, относимых к human geography.

### Культурная география
Ещё недавно гуманитарную географию часто ошибочно воспринимали как синоним культурной географии. В отличие от культурной географии, гуманитарная география может включать различные аспекты политической, социальной и экономической географии, связанные с интерпретацией земных пространств.

## Гуманитарная география и прикладные исследования
Гуманитарная география, прежде всего в своей основной части — имажинальной географии, имеет прямой выход на прикладные исследования. Дмитрий Замятин писал об этом:
Прикладные проекты в сфере имажинальной географии связаны с маркетингом территорий, стран, регионов и мест, разработкой имиджей территорий в рекламе, PR, туристическом бизнесе, инвестиционной деятельности. <…> Методика и прикладные аспекты моделирования географических образов <…> могут использоваться в когнитивной географии, мифогеографии в рамках прикладной гуманитарной географии.
За годы своего существования гуманитарная география уже выполнила роль фундаментальной науки для многих прикладных исследований. Один из ведущих российских специалистов по маркетингу и брендингу мест Денис Визгалов писал в своей книге «Брендинг города» (первой на эту тему монографии русскоязычного автора), что в разработке концепции бренда города опирался «в большей степени на исследования в области гуманитарной географии, чем на традиционный маркетинг».

## Гуманитарная география и школьное образование
В 2010 году восьмидесятишестилетний патриарх школьного географического образования в СССР и России Владимир Максаковский, сетуя на то, что в современных российских школьных учебниках географии «по-прежнему нет ярких, запоминающихся на всю жизнь характеристик», писал, что «теория <…> географических образов фактически уже создана» «ярким представителем гуманитарной географии» Дмитрием Замятиным, и «было бы очень обидно, если бы учебная география не воспользовалась этими достижениями Большой географии».

## Институциализация
Единственная институция гуманитарной географии в России — сектор гуманитарной географии Российского научно-исследовательского института культурного и природного наследия имени Д. С. Лихачёва (Института Наследия), существовавший с 2004 по 2011 год и преобразованный в 2011 году в Центр гуманитарных исследований пространства (ЦГИП). С 2004 по 2010 год сектор гуманитарной географии Института Наследия издавал ежегодный альманах «Гуманитарная география». В 2012 году Центр гуманитарных исследований пространства начал издавать сетевой (электронный) научный журнал «Культурная и гуманитарная география», включённый в Российский индекс научного цитирования (РИНЦ). Центр гуманитарных исследований пространства прекратил существование в 2013 году в связи реорганизацией ведомственных институтов Министерства культуры РФ министром Владимиром Мединским и реорганизацией Института Наследия новым директором института Павлом Юдиным.